# Ядерный оператор
Ядерный оператор — класс компактных операторов в  банаховом пространстве

## Ядерный оператор в Банаховом пространстве
Пусть {\displaystyle E,F} -  банаховы пространства. Непрерывный линейный оператор {\displaystyle u:E\to F} называется ядерным, если найдется такое абсолютно суммируемое семейство {\displaystyle \{v_{n}\}_{n\in I}} линейных непрерывных операторов из {\displaystyle E} в {\displaystyle F} с одномерным образом, что {\displaystyle u=\sum _{n\in I}v_{n}}. Множество всех ядерных операторов из {\displaystyle E} в {\displaystyle F} будем обозначать через {\displaystyle {\mathcal {N}}(E,F)}.

## Простейшие свойства
- Множество {\displaystyle {\mathcal {N}}(E,F)} образует подпространство в пространстве всех непрерывных линейных операторов из {\displaystyle E} в {\displaystyle F}. Точная нижняя грань сумм   {\displaystyle \sum _{n\in I}\|v_{n}\|} по всевозможным представлениям оператора {\displaystyle u\in {\mathcal {N}}(E,F)} в виде {\displaystyle u=\sum _{n\in I}v_{n}}, где операторы {\displaystyle v_{n}} имеют ранг {\displaystyle 1}, является нормой на пространстве ядерных операторов.
- Пространство {\displaystyle {\mathcal {N}}(E,F)} банахово. Если {\displaystyle E',F} сепарабельны, то {\displaystyle {\mathcal {N}}(E,F)} тоже сепарабельно.

- Все конечномерные операторы ядерны, и их множество плотно в {\displaystyle {\mathcal {N}}(H,K)}. В свою очередь, ядерные операторы компактны.

- Ядерные операторы образуют операторный идеал. В частности, если {\displaystyle u:E\rightarrow F} и {\displaystyle v:F\rightarrow G} - непрерывные операторы в банаховых пространствах и хотя бы один из них ядерный, то их композиция {\displaystyle vu} также ядерна.
- Сопряженный оператор к ядерному также ядерный.

## Ядерный оператор в Гильбертовом пространстве
Пусть {\displaystyle T:H\to K} - компактный оператор между  гильбертовыми пространствами.
. Для {\displaystyle T}  можно найти сингулярное разложение, т.е. ортонормированные системы {\displaystyle \{e_{1}^{'},e_{2}^{'},...\}\subset H}, {\displaystyle \{e_{1}^{''},e_{2}^{''},...\}\subset K} и последовательность неотрицательных чисел {\displaystyle \{s_{n}\}} так, что {\displaystyle Tx=\sum _{n}s_{n}(x,e_{n}^{'})e_{n}^{''}}. 
 {\displaystyle T} является ядерным тогда и только тогда, когда для его {\displaystyle s}-чисел выполнено неравенство: {\displaystyle \sum _{n}s_{n}<\infty } 

В Гильбертовом пространстве ядерная норма приобретает вид: {\displaystyle ||T||_{\mathcal {N}}=\sum _{n}s_{n}}.

## След ядерного оператора
Если {\displaystyle H} - гильбертово пространство, то для {\displaystyle T\in {\mathcal {N}}(H)={\mathcal {N}}(H,H)} можно ввести понятие, естественно обобщающее понятие  матричного следа оператора в конечномерном пространстве:
{\displaystyle \operatorname {Tr} T=\sum _{n}(Te_{n},e_{n})}, 

где {\displaystyle \{e_{n}\in H\}_{n\in I}} - ортонормированный базис в {\displaystyle H}. От выбора базиса число {\displaystyle \operatorname {Tr} T} не зависит.

## Свойства следа
- {\displaystyle \operatorname {Tr} T} - линейный непрерывный функционал в банаховом пространстве {\displaystyle {\mathcal {N}}(H)}, его норма равна {\displaystyle 1}.
- {\displaystyle |\operatorname {Tr} T|\leq ||T||_{\mathcal {N}}}, равенство достигается при {\displaystyle T\geq 0}
- {\displaystyle \operatorname {Tr} T^{*}={\overline {\operatorname {Tr} T}}}.
- {\displaystyle \operatorname {Tr} TR=\operatorname {Tr} RT}, если {\displaystyle T,R} -  линейные непрерывные операторы и  {\displaystyle TR,RT\in {\mathcal {N}}(H)}.
- Всякий линейный непрерывный функционал в {\displaystyle {\mathcal {N}}(H,H)} представим единственным образом в виде: {\displaystyle l(T)=\operatorname {Tr} TQ}, где {\displaystyle Q} -  линейные непрерывные операторы.

## Примеры
- Предположим {\displaystyle f:H_{1}\to H_{2}} и {\displaystyle g:H_{2}\to H_{3}} являются  операторами Гильберта — Шмидта между  Гильбертовыми пространствами. Тогда оператор {\displaystyle g\circ f:H_{1}\to H_{3}} ядерный оператор.
- Оператор обратный к  оператору Штурма-Лиувилля на отрезке - ядерный.